# 刘澍 (1878年)
刘澍（1878年—1946年），字泽霖，山西偏关县人，中华民国政治人物，包头县首任县长，包头设市后的首任市长。

## 生平

### 早年经历
刘澍生于光绪四年（1878年），17岁中秀才，22岁在山西省城太原考中举人。宣统元年（1909年），刘澍被荐为孝廉方正，赴北京参加礼部检看考试，成绩一等，取候补直隶知县。宣统二年（1910年），他任直隶容城县知县。
中华民国成立后，任了一年知县的刘澍返回家乡，当选为山西省议员。1915年，袁世凯称帝，国会被解散，刘澍全家走西口，刘澍在萨拉齐设馆授徒。1920年，刘澍全家到包头。刘澍之父刘忠旺在朋友帮助下开设了银炉“天元楼”，该银炉由沙尔沁的财东李恒出资兴办。刘澍被包头镇商务会聘为文牍。

### 挽救包头
1914年，晋军派沈广聚（沈凝山）团驻包头。沈广聚采取分剿截堵的办法剿灭土匪，使势力最大的土匪卢占魁陷入困境。1918年，沈广聚晋升旅长。但他未能得到绥远都统蔡成勋的信任。1921年7月，蔡成勋任命绥西巡防司令冯绍闵驻包头，沈广聚不服，宣布包头独立。冯绍闵率部到达萨拉齐，沈广聚则在包头准备御敌。包头上下不愿意遭到兵火，遂推举刘澍到北京告急。刘澍到京后等了两个月，方才获得机会面见中华民国大总统徐世昌。徐世昌遂派宁夏护军使马福祥到绥远接替蔡成勋，命冯绍闵接任沈广聚的旅长职务，任命沈广聚为绥远警备司令。沈广聚接到任命后未就任，而是辞职返回安徽亳州的老家。刘澍使包头免于战祸。

### 包头县长
1926年，包头改置为包头县，并任命了包头县公署知事。1927年11月10日，奉军占领包头，任命雷鸣远为包头县知事。1928年5月，奉军从包头撤离，雷鸣远遂离职，绥远临时护理都统满泰任命刘澍为包头县知事。1928年8月，晋军进入绥远，包头县公署改为包头县政府，知事改称县长。刘澍继续任包头县县长，他也是包头县第一位县长。1928年他筹款在包头东门外的龙泉寺设粥场赈济旱灾灾民。他在任上曾三次请辞，皆未获准。1928年10月，绥远省政府任命刘毓洛为包头县县长。刘澍去职，到归绥任绥远平民医院院长。

### 包头市长
抗日战争爆发后，1937年10月，日军进攻包头，包头驻军及包头县县长赵仲容均撤走，刘澍被公推为县长以维持秩序。10月17日，日军进至包头火车站，刘澍等包头的绅商到该站迎接日军进城。12月1日，包头改置为包头特别市，刘澍被日本人任命为市长，但他以年老多病为由请辞。12月17日，蒙古军第一师师长刘继广接任市长。刘澍在市长任上共17天，他也是包头设市后的历史上第一任市长。
1938年，刘澍奉命编纂《包头市志》，这是包头的第一部市志，刘澍聘请孙斌任主编，还为该市志写了《汉族旅包开始及进展考》等多篇历史方面的文章。1939年，刘澍卖掉位于刘柱窰子的田地，和妻子一起到北京，以行医为生。

### 晚年生活
1939年12月，傅作义发动包头战役，一度攻入包头。日军因怀疑包头城内有人私通傅作义部下，遂于1940年2月15日逮捕包头商会会长董五三等80余人，其中也包括刘澍的儿子刘定基以及四儿子刘治基。刘定基时任广恒西的会计，被逮捕后折磨致死，填入黄河；刘治基时任清真小学教师，被日军拷打受伤后取保释放。刘澍从北京返回包头后，受到日军安抚。1943年，他任包头综合镇镇长。
1945年日本投降。1946年，国民政府以汉奸罪逮捕刘澍。不久，刘澍因病保外就医并去世。
他去世后，其四子刘治基因悲痛过度而死亡。刘澍与四子刘治基同日出殡。